# Liste des Justes de la Charente
La liste des Justes de la Charente comporte à ce jour vingt-six personnes ayant reçu le titre de « Juste parmi les nations » par le Comité pour Yad Vashem, dont le nom figure sur le Mur d'honneur du Jardin des Justes, résidant dans le département de la Charente, pendant la Seconde Guerre mondiale

## Justes du département de la Charente
| Nom                                         | commune                           |
| ------------------------------------------- | --------------------------------- |
| Jean Marius Audoin                          | Genouillac (Tuilerie de Fontafie) |
| Cécile Audoin née Guillard                  | Genouillac (Tuilerie de Fontafie) |
| Albert Béraud                               | Chabanais                         |
| Marianne Béraud                             | Chabanais                         |
| Liliane Bloch-Morhange née Lacorne          | Manot (Assit)                     |
| Henriette Briand, née Gandaubert            | Châteaubernard                    |
| Joseph Briand                               | Châteaubernard                    |
| Eugénie Cordeau née Bordaraud               | Chenon                            |
| René Cordeau                                | Chenon                            |
| Éliette Cordelier                           | Angoulême                         |
| Marie-Louise Dannequin née Vacheyroux       | Angoulême                         |
| Gaston Delaby                               | Vouzan                            |
| Georges Delaby                              | Vouzan                            |
| Madeleine Delaby                            | Vouzan                            |
| Jean Javelaud                               | Etagnac                           |
| Léontine Javelaud née Varachaud             | Etagnac                           |
| Jean Keruzore                               | La Couronne                       |
| Marie-Élisabeth Lacalle (sœur Saint-Cybard) | Lesterps                          |
| Lucie Landre                                | Angoulême                         |
| Blanche Pereau                              | Angoulême                         |
| Jean Pereau                                 | Angoulême                         |
| Marie Rio née Perron                        | Javrezac                          |
| Agnès Stacke, née Ciganik                   | Salles-d'Angles                   |
| Joseph Stacke                               | Salles-d'Angles                   |
| Paul Vacheyroux                             | Angoulême                         |
| Valentine Vacheyroux                        | Angoulême                         |